# Ballerus ballerus
Espèce
Synonymes
- Abramis ballerus (Linnaeus, 1758)

Statut de conservation UICN

 LC  : Préoccupation mineure
Ballerus ballerus, la brème bleue, est une espèce de poissons de la famille des Cyprinidae qui se nourrit principalement de zooplancton. En Suède, il se rencontre dans les lacs de Vänern, Hjälmaren, Mälaren (ainsi que ses affluents) et dans le Helgeån. La brème bleue peut mesurer jusqu'à 45 centimètres et peser 0,8 kg.